# Raül Tortosa
Raül Tortosa (n. Tarrasa, provincia de Barcelona, 14 de agosto de 1979) es un actor, director y cantante español.

## Biografía
Estudió arte dramático en el Estudio Nancy Tuñón (Barcelona) y en el Programa de Técnica Meisner con Javer Galitó-Cava, compaginando su formación con la participación en algunas obras de teatro y numerosos cortometrajes.
Debutó en televisión en el año 2005 con la serie de TV3 Pecats Capitals. Apareció en varias ocasiones en el programa De Llibres y entre los años 2006 y 2009 interpreta a Nico en la serie catalana de gran audiencia El cor de la ciutat. En 2014 se incorpora en la serie La Riera y participa también en la serie El crac, de Joel Joan.
En el 2005 participó en el largometraje Salvador (Puig Antich) de Manuel Huerga encarnando a Quim Puig Antich. En el 2010 interpreta al exnovio de Leticia Dolera en la telemovie "Cuatro Estaciones", ganadora del Premio Gaudí 2010 a la Mejor telemovie.
Raül gana el premio a Mejor Actor en la 16.ª edición del Venice Shorts Film Festival 2021 en California (USA) por Shadowed, trabajo que también ha sido premiado como Mejor Cortometraje de Thriller y Acción en el Los Angeles International Film Festival. Fundido a negro, en el que Raül interpreta a un guionista de cine, fue premiado como Mejor Cortometraje en el Festival de Cine de Girona 2012.
Desde el año 2007 es vocalista de la banda de pop rock Una Hora Más. En 2012 la banda ha lanzó su primer álbum titulado Tiempo de Locos. Su primer videoclip fue para el tema "Si Vuelves".
En el año 2012, Raül entra a formar parte de la compañía de teatro "Apunta Teatre" con la obra Tu Digues Que l'Estimes. Con la misma compañía estrena la obra Totes les Parelles Ho Fan en el Teatre Gaudí Barcelona y A Voz Ahogada, un homenaje a Miguel Hernández, interpretando al preso político Lluís Martí Bielsa.
Participa en la sexta temporada de Juego de Tronos como capitán del ejército de la casa Tyrell.
Sus últimos papeles en televisión han sido el duque Hermelando de Somoza en la serie Acacias 38 (2016), el Príncipe de Éboli en Reinas (2017) y Aquilino Benegas en El Secreto de Puente Viejo (2017).
En 2019 dirige juntamente a Jordi Cadellans la obra de teatro Here Comes Your Man, estrenada en Madrid en la Sara Tarambana y en los Teatros Luchana y en Barcelona en el Teatre Gaudí Barcelona y en el Teatre Aquitània. Here Comes Your Man recibió el Premio Talent de la Cámara de Comercio de Barcelona a las Artes Escénicas 2020. Codirige además "Un Home Sol", nuevamente con Jordi Cadellans, y "Ximpanzé" y "Solstici" con Núria Florensa.

## Filmografía

### Largometrajes
- Killder de Joan Ramon Armadàs (producción)
- Sant Martí de David Ruiz y Albert València (2017)
- 100 metros de Marcel Barrena (2016)
- Waratah: Pandemonium de Felix D'Ax y Hector Morgan (2016)
- Cromosoma Cinco de María Ripoll (2012)
- Cuatro estaciones de Marcel Barrena (2009)
- Salvador (Puig Antich) de Manuel Huerga (2006)

### Televisión
- Enemy of the people (2022)
- Los Herederos de la Tierra (2022)
- El secreto de Puente Viejo (2017)
- Reinas (2017)
- Juego de Tronos (2016)
- Acacias 38 (2015)
- El crac (2014)
- La Riera (2014)
- El cor de la ciutat (2006–2009)
- Llegendes urbanes (2008)
- Lalola (2008)
- De Llibres (2006)
- Pecats Capitals (2005)

### Cortometrajes
- El Elegido (Felipe Franco, posproducción).
- Sincopat (Pol Diggler, 2023).
- Vueltas (Jordina Sarlé, 2023).
- AmArte (Mireia Boté, 2023).
- A Little Death (Maria Pawlikowska, 2021).
- Shadowed (Juliette Hagopian, 2021).
- Atropos (Carlos Cobos y Alejandro Arenas, 2019).
- Lia (Marta Viña, 2017).
- Una tarde con Bolaño (Miquel Casals, 2016).
- Lina (Nur Casadevall, 2015).
- L'Altre Costat (Joaquim Bundó, 2015).
- Petra (Ginebra Bricollé y Alejandra García Herrero, 2015).
- Encadenados (Albert Sánchez, 2014).
- 400KM (Miquel Casals, 2014).
- Fundido a negro (Miquel Casals, 2012).
- Persuasió (Miquel Casals, 2009).
- En el Mundo de Hopper (Maria Verdú, 2009).
- Saps res de vàters? (Maria Verdú, 2009).
- Recuerdos anónimos (Eduard Riu, 2009).
- Larga distancia (Gemma Ferraté, 2009).
- Visceral (Pepo, 2008).
- Primo (Mikel Gurrea, 2007).
- Lazy (Elisenda Granero, 2007).
- Juego de niños (Laura Cladelles, 2006).
- A gay’s life (Luís Fabra, 2006).
- Troy (Miki Loma, 2006).
- Blanco roto (Nerea Lebrero, 2006).
- C-80 (Eduard Soriano, 2006).
- Costuras (Iván Tomás Félez, 2006).
- Lágrimas de Cocodrilo (Carles Curt, 2005).
- El baile del cangrejo (Lorena Hernández, 2006).
- Zulo (Albert Vall, 2004).
- 15x20 (Ferran Collado, 2004).
- La quinta (Patricia Esteban, Laia Gómez, 2004).
- Las llaves de Disneylandia (Breixo Corral, 2004).
- 45 Frames (Gustavo Romero, 2004).
- Absurdo (Tomás Suárez, 2004).

## Teatro (como actor)
- Kalumba (2022)
- Nyotaimori (2021)
- El Brindis (2019-2022)
- El Millor per als Nostres Fills (2019)
- Separacions (2019)
- Gustafsson R60 (2019)
- Sota la Catifa (2017-2018)
- Per tu, m'enamoraria (2017)
- El Dramaturgo (2016)
- A Voz Ahogada, un homenaje a Miguel Hernández (2016)
- La Estuardo (2016)
- Más Retales (2016)
- Retales (2014-2015)
- Hoy Me Voy Con Bla Bla Car (2014)
- Suite 315 (2014)
- Totes Les Parelles Ho Fan (2013)
- Tu Digues Que l'Estimes (2012–2014)
- Una mirada inocente (2003)

## Teatro (como director)
- Solstici (2023)
- Ximpanzé (2021)
- Un Home Sol (2021)
- Here Comes Your Man (2019-2021)

## Teatro (como ayudante de dirección)
- Nyotaimori (2021-2022)[10]
- Tonta (2020-2021)

## Música (Una Hora Más)

### Álbumes
- Tiempo de Locos (2012)

### Videoclips
- Si Vuelves (2012)